# NGC 1291
NGC 1291, ( NGC 1269) là một thiên hà dạng vòng có cấu trúc thanh bên trong và vòng ngoài khác thường nằm cách xa khoảng 33 triệu năm ánh sáng trong chòm sao Ba Giang. Nó được phát hiện bởi James Dunlop vào năm 1826 và sau đó được đưa vào danh mục chung mới với tên gọi NGC 1291 bởi Johan Ludvig Emil Dreyer. John Herschel sau đó đã quan sát cùng một vật thể vào năm 1836 và nhập nó vào danh mục với tên NGC 1269 mà không nhận ra rằng nó là một. Thiên hà này đã được nhóm Khám phá Tiến hóa Thiên hà của NASA xem như một ví dụ về "thiên hà chuyển tiếp" vào năm 2007.

## Hình ảnh

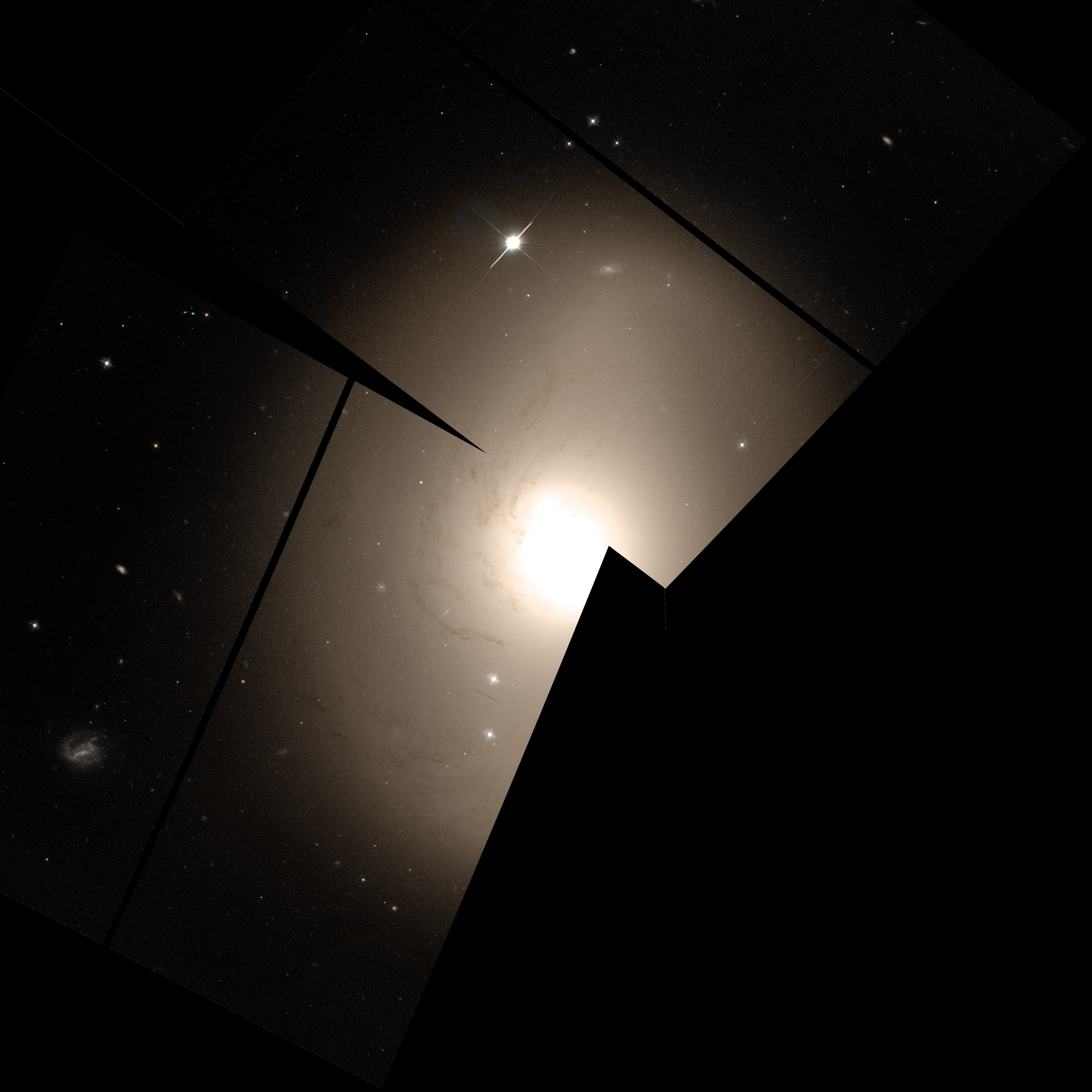
HST Mosaic
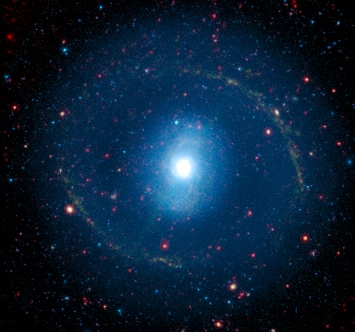
SST
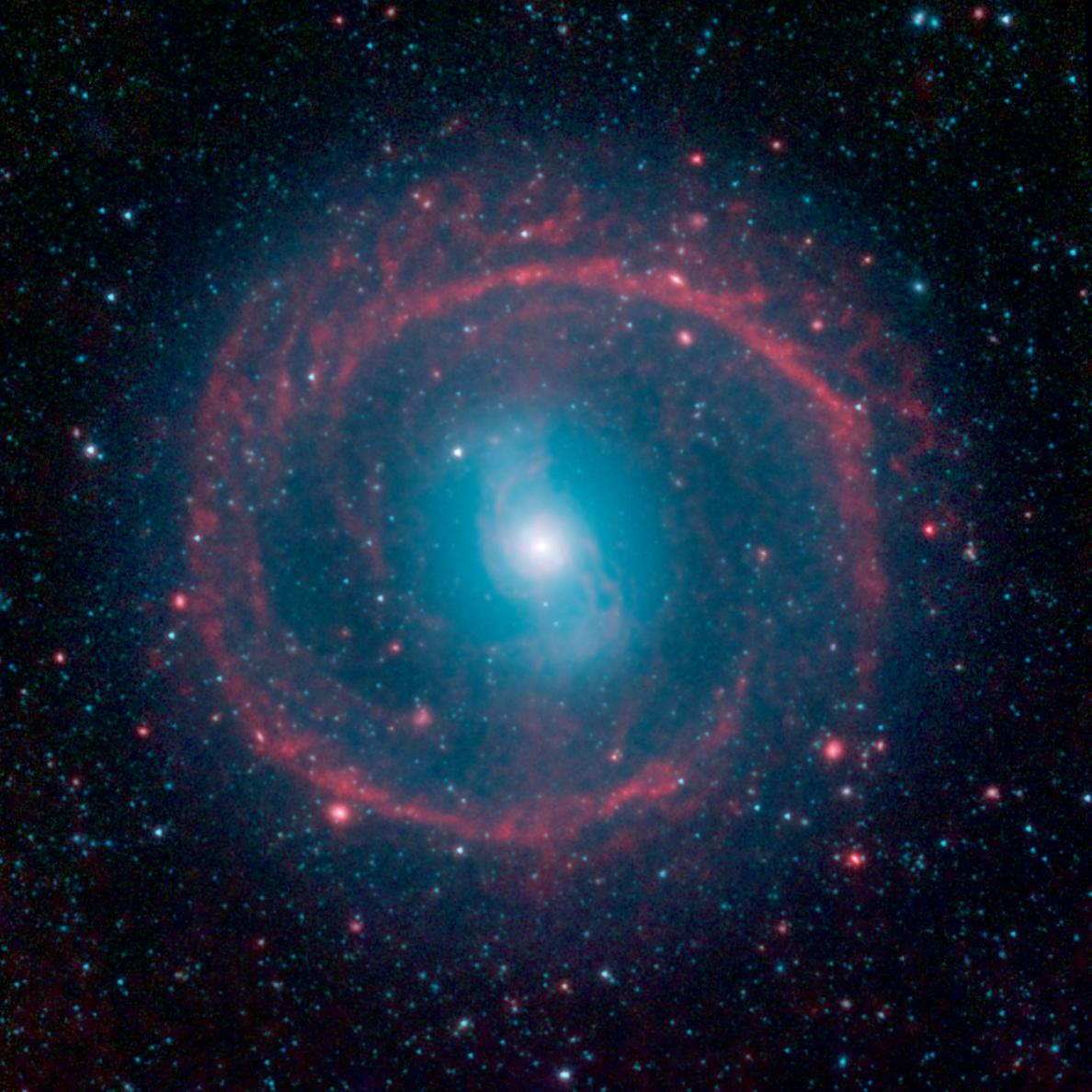
SST - IR
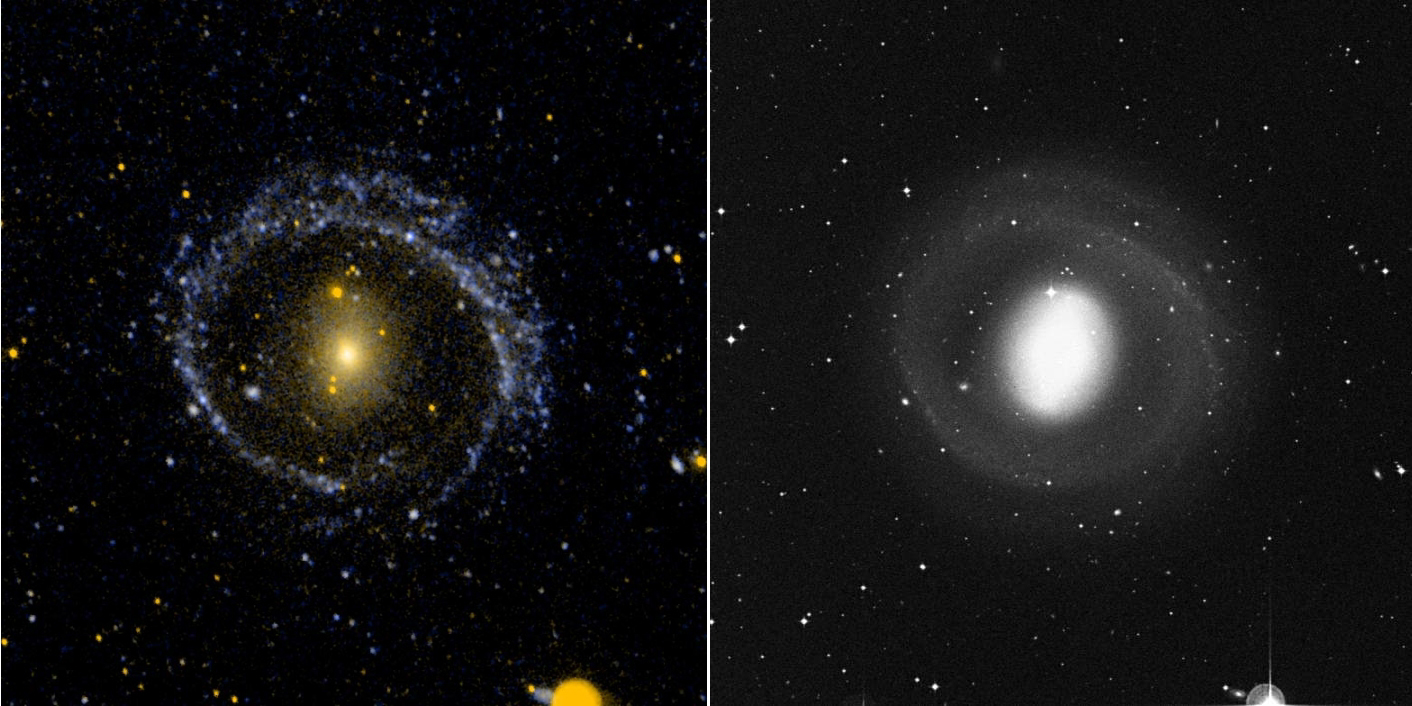
UV và Visible